# حرف‌های خودمانی (ترانه)
«حرف‌های خودمانی» یا «پیلوتاک» (به انگلیسی: Pillowtalk) تک‌آهنگی توسط خواننده و ترانه‌سرا بریتانیایی زین مالیک برای اولین آلبوم استودیویی تک نفره او ذهن من است. زین مالیک تک‌آهنگ را با همکاری آنتنی هینیدس، مایکل هینیدس، جو گرت و با تهیه‌کننده‌اش لوی لنوکس نوشته‌است.
تک‌آهنگ در ۲۹ ژانویه ۲۰۱۶ به همراه یک نماهنگ منتشر شده. تک‌آهنگ در ایالات متحده و بریتانیا شماره یک شد.